# Macrodiplosis venae
Macrodiplosis venae är en tvåvingeart som först beskrevs av Ephraim Porter Felt 1914.  Macrodiplosis venae ingår i släktet Macrodiplosis och familjen gallmyggor.
Artens utbredningsområde är New York. Inga underarter finns listade i Catalogue of Life.